# Maynas (província)
Maynas é uma província do Peru localizada na região de Loreto. Sua capital é a cidade de Iquitos.

## Distritos da província
- Alto Nanay[2]
- Fernando Lores[3]
- Indiana[4]
- Iquitos[5]
- Las Amazonas[6]
- Mazán[7]
- Napo[8]
- Punchana[9]
- Putumayo
- San Juan Bautista[10]
- Torres Causana[11]